# Georg Christmann
Georg Christmann (* 11. August 1874 in Sankt Martin (Pfalz); † 30. Juli 1947 in München) war ein deutscher Pflanzenbauwissenschaftler.

## Leben
Georg Christmann studierte Landwirtschaft an der Landwirtschaftlichen Hochschule Freising. 1898 wurde er Mitglied des Corps Agronomia Freising. Nach Abschluss des Studiums wurde er Vorstand der Landwirtschaftsschule in Erding. 1920 wurde er zum Oberregierungsrat befördert und 1923 zum Ministerialrat im Bayerischen Staatsministerium für Landwirtschaft ernannt. Von 1923 bis 1933 stand er als Direktor der Bayerischen Landesanstalt für Pflanzenbau und Pflanzenschutz vor.
Christmann war maßgeblich an zahlreichen Gesetzesvorlagen auf dem Gebiet des landwirtschaftlichen Schul- und Beratungswesen beteiligt. Er publizierte über pflanzenbauliche Themen und war Herausgeber der Arbeiten aus der Bayerischen Landesanstalt für Pflanzenbau und Pflanzenschutz.

## Schriften
- Aufgaben und Bedeutung der Landwirtschaft im deutschen Volke, 1923
- Zucht und Haltung des Schweines, 2. Auflage 1927